# Anolis lemniscatus
Anolis lemniscatus — вид ігуаноподібних ящірок родини анолісових (Dactyloidae). Ендемік Еквадору.

## Поширення і екологія
Anolis lemniscatus відомі з типової місцевості, розташованої в кантоні Чімбо в провінції Болівар, на висоті 2547 м над рівнем моря. Вони живуть в лісах і на плантаціях.